# Savage Garden
Savage Garden – австралійський дует, заснований в 1993 в Брисбені, штат Квінсленд. До його складу увійшли Даррен Гейз (вокал) і Деніел Джонс (гітара і клавішні). Група пише переважно попсові пісні, хоча деякі можна віднести до альтернативного року. Дует досяг міжнародного успіху з середини 1990-х до початку 2000-х років з хітами № 1 "I Want You", "To the Moon and Back", "Truly Madly Deeply", "The Animal Song" та "I Knew I Loved You". 
Гурт має 14 нагород ARIA Music Awards і 10 нагород APRA Awards. Гурт випустив лише два студійних альбоми — Savage Garden (1997) та Affirmation (1999), обидва підіймалися до першої сходинки австралійського чарту. 2001 року гурт розпався. 2005 року вийшов компіляційний альбом Truly Madly Completely:The Best of Savage Garden, що отримав статус платинового в Австралії і золотого в США. 

## Історія

### 1993-1995: Становлення
У 1993 році мультиінструменталіст і продюсер Деніел Джонс розмістив оголошення в брісбенській газеті "Time Off" про пошук вокаліста для своєї кавер-групи "Red Edge", яку він створив разом зі своїми братами. Даррен Хейз, який навчався в університеті, був єдиним респондентом, який приєднався до команди після першого прослуховування.
Гурт "Red Edge" грали в пабах і клубах Голд-Коста, в той час, як Хейс і Джонс почали писати оригінальний матеріал. У червні 1994 року Хейс і Джонс покинули "Red Edge", щоб продовжити спільну кар'єру, спочатку під назвою Crush. Новий дует був перейменований в "Savage Garden" на честь фрази з роману "Вампірські хроніки" Енн Райс: - "Краса була Дикий сад" (анг. "Beauty was a Savage Garden").
До кінця року у пари було достатньо пісень для демо-касети, яку вони розіслали 150 копій у різні звукозаписні компанії в усьому світі. Єдиним позитивним відгуком був відгук Джона Вудраффа (The Angels, Baby Animals, Diesel), який став їхнім менеджером і домовився про контракт з Roadshow Music/Warner Music.
У 1995 році вони увійшли до студії для роботи над своїм дебютним альбомом з продюсером Чарльзом Фішером (Air Supply, Moving Pictures, 1927).

### 1996-1998: Дебютний альбом
У травні 1996 року "Savage Garden" випустили свій дебютний сингл "I Want You" під лейблом Roadshow Music. Він посів 4 місце в чарті синглів Австралійської асоціації звукозапису (ARIA), а в чарті синглів на кінець року 1996 року посів найвище місце серед австралійських виконавців. 30 вересня вони отримали свою першу номінацію на премію ARIA в категорії "Проривний артист - сингл" за пісню "I Want You".
Їхній успіх викликав інтерес з боку міжнародних лейблів, і вони підписали контракт з Columbia Records. Керівники лейблу відправили Даррена Хейза та Деніела Джонса на 8 місяців до Сіднею, де вони писали пісні для дебютного альбому, який мав вийти у 1997 році. У листопаді 1996 року вийшов альбом "To the Moon and Back", який у січні 1997 року посів 1 місце в чарті.
Пісня "I Want You" вийшла в Північній Америці в лютому, де досягла піку та 4 місці в американському чарті Billboard Hot 100 і до квітня досяг золотого статусу за версією Американської асоціації звукозапису (RIAA).
Сінгл досяг піку та 1 місці в канадському хіт-параді синглів. "Truly Madly Deeply", третій австралійський сингл гурту, вийшов у березні і досяг 1-го місця і незабаром став їх візитною карткою.
У березні дебютний альбом дуету, Savage Garden, увійшов до австралійського чарту на 1-му місці і протримався там 19 тижнів.
За словами історика рок-музики Яна Макфарлейна, "Він виявив вплив британської попмузики 1980-х років на написання пісень Хейсом і Джонсом. Мелодії "Tears for Fears" органічно поєднувалися з аранжуваннями у стилі Eurythmics, а вишенькою на торті була гітара у стилі Cure". 
Сингл "I Want You" вийшов по всій Європі в квітні і досяг № 11 в хіт-параді синглів Великої Британії.
Наприкінці травня "To the Moon and Back" стала найбільш часто відтворюваною піснею на радіо в Сполучених Штатах.
У червні четвертий сингл, "Break Me Shake Me", вийшов в Австралії, коли альбом досяг №3 в американському чарті Billboard 200 і був сертифікований золотом RIAA. 
У вересні "Savage Garden" виграли рекордні десять нагород ARIA Awards з 13 номінацій за альбом і пов'язані з ним сингли. У листопаді вони випустили свій п'ятий австралійський сингл, "Universe". "Truly Madly Deeply" став їхнім третім релізом у Сполучених Штатах і замінив "Candle in the Wind 1997" Елтона Джона, після чотирнадцяти тижнів перебування на першому місці
У січні 1998 року "All Around Me" вийшов як сингл тільки для радіо в Австралії, хоча близько 3000 фізичних копій було роздано на їх другому концерті в Брісбені. До кінця року "Truly Madly Deeply" стала найпопулярнішою піснею на радіо в США і єдиним одностороннім синглом, який провів цілий рік в Топ-30 Billboard Hot 100. У листопаді "Santa Monica", завершальний сингл з альбому, вийшов ексклюзивно в Японії, супроводжуваний відеозаписом живого виступу в Hard Rock Cafe.
Станом на 2005 рік альбом "Savage Garden" був сертифікований 12-кратно платиновим в Австралії, 7-кратно платиновим у США, 3-кратно платиновим у Канаді, 2-кратно платиновим у Новій Зеландії, Сінгапурі та у Великій Британії.